# Symplectoscyphus paulensis
Symplectoscyphus paulensis is een hydroïdpoliep uit de familie Sertulariidae. De poliep komt uit het geslacht Symplectoscyphus. Symplectoscyphus paulensis werd in 1923 voor het eerst wetenschappelijk beschreven door Stechow. 